# Boebs
Boebs is een acroniem dat staat voor Blijf Op Eigen Benen Staan. Het is een Vlaams project om valpreventie, het voorkomen van valongevallen bij ouderen, op de agenda te plaatsen, het toe te passen en vervolgens ook getalorde oplossingen voor de betreffende gemeenschappen te stimuleren.

## Project
Boebs is een trajectbegeleiding ontwikkeld in 2004 door het Vlaams Instituut voor Gezondheidspromotie voor de lokale gemeenschap om hun eigen valpreventieproject op te zetten. Aan de hand van een aantal duidelijke stappen, vergezeld van concreet campagnemateriaal, advies en suggesties voor mogelijke acties kan iedere gemeenschap aan de slag.